# Joseph Henry Blackburne
Joseph Henry Blackburne (10 de desembre de 1841 - 1 de setembre de 1924), conegut amb el renom (en anglès) The Black Death ("la mort negra"), fou un jugador d'escacs anglès, que va dominar els escacs britànics durant l'última part del segle xix. Va aprendre a jugar a l'edat relativament tardana de 18 anys, però esdevingué ràpidament un fort jugador i passà a desenvolupar una carrera d'escacs professional que abastà uns 50 anys. Arribà un moment en què era el segon jugador de més èxit del món, amb una gran ratxa de victòries en torneig, tot i que quan realment gaudia dels escacs era popularitzant el joc fent partides simultànies i exhibicions d'escacs a la cega arreu. Blackburne també publicà una col·lecció de les seves pròpies partides, i va fer de corresponsal d'escacs per a un diari destacat fins a la seva mort.
També era conegut pel fet de beure molt de whisky escocès, especialment durant les partides d'exhibició, quelcom que va provocar nombroses anècdotes. Ocasionalment es tornava violent quan havia begut, i els altres jugadors esdevenien les seves víctimes.

## Biografia i resultats destacats en competició
Joseph Henry Blackburne va néixer a Manchester el desembre de 1841. El seu pare era un predicador del Moviment per la Temprança que viatjava arreu de la Gran Bretanya i Irlanda, i s'hi enduia el seu fill. Irònicament, Joseph Blackburne es va fer famós pel fet d'excedir-se en beure whisky mentre jugava als escacs.
Va aprendre aviat a jugar a les dames, però no fou fins que tingué notícies de les proeses de Paul Morphy arreu d'Europa quan va canviar a jugar als escacs, a l'edat de 18-19 anys:
| «            | Vaig aprendre a jugar, diguem, el 1859 | » |
| — Blackburne |                                        |   |

Blackburne va ingressar al "Manchester Chess Club" al voltant de 1860. El juliol de 1861 va perdre 5-0 en un matx contra el jugador més fort de Manchester, Edward Pindar, però 3 mesos després Blackburne el derrotà (cinc victòries, dos empats, una derrota). El proper any es convertí en campió del club de ciutat, davant Pindar i Bernhard Horwitz (que li ensenyava teoria de finals).
La introducció de Blackburne en els escacs a cegues es produí poc més tard: el novembre de 1861 Louis Paulsen va fer una exhibició de simultànies a cegues a Manchester, batent Blackburne entre d'altres; Blackburne aviat va aconseguir de jugar a cegues contra tres jugadors simultàniament.

### Escacs de competició

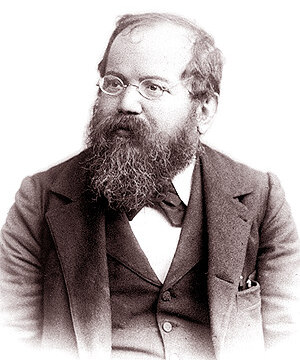
El contemporani de Blackburne Wilhelm Steinitz dominava el món dels escacs durant els anys 1870s i 1880s

Menys de dos anys després d'aprendre a moure les peces, Blackburne participà en el Torneig Internacional de Londres de 1862 (el primer torneig d'escacs per sistema lliga de la història) i hi derrotà Wilhelm Steinitz en la seva partida individual, tot i que Blackburne finalitzà en 9è lloc. Fins a aquell moment el temps en les partides es controlava amb rellotges de sorra, i fou Blackburne qui suggerí la creació de rellotges d'escacs. Aquest viatge va costar en Blackburne la seva feina (no és clar quina mena de feina era), i es convertí en jugador d'escacs professional.
La temporada 1868-69 va guanyar el campionat britànic tot batent el vigent campió, Cecil Valentine de Vere, i a passà a ser considerat per això com el millor jugador d'Anglaterra. El seu primer èxit internacional important fou al fort Torneig de Baden-Baden de 1870, on hi compartí el 3r lloc amb Gustav Neumann, darrere Adolf Anderssen i Wilhelm Steinitz però davant Paulsen, De Vere, Simon Winawer, Samuel Rosenthal i Johannes Von Minckwitz.
Blackburne formà part regularment del grup dels cinc millors jugadors del món entre 1871 i 1889, tot i que Steinitz, Emanuel Lasker i, durant un breu període, Johannes Zukertort eren jugadors clarament millors; i romangué el màxim nivell mundial (al top-20) fins a 1902, quan ja tenia 61 anys. Els seus millors resultats es produïren en torneigs internacionals. Malgrat que els torneigs eren molt menys freqüents llavors que actualment, Blackburne participà almenys en un torneig fort per any des de 1870 a 1899; en particular competia regularment al Campionat d'Alemanya, que era un torneig obert. Els anys 1870 i el 1880 fou gairebé sempre un dels primers classificats. Els seus millors resultats foen un 1r lloc ex aequo amb Steinitz a Viena 1873, on els comentaristes varen posar a Blackburne el renom de the black death ("la Pesta Negra") (Steinitz va guanyar el play-off); 1r a Londres 1876 amb un resultat de 10/11, davant Zukertort; i 1r a Berlín 1881, 3 punts davant Zukertort. També aconseguí 2n lloc a: un fort minitorneig a Londres 1872 (darrere Steinitz però davant Zukertort), George Alcock MacDonnell i De Vere; 2n lloc compartit a Hamburg 1885 (amb Siegbert Tarrasch, James Mason, Berthold Englisch i Max Weiss; darrere Isidor Gunsberg; davant George Henry Mackenzie i cinc altres); 2n lloc compartit a Frankfurt 1887 (amb Weiss; darrere Mackenzie; davant Curt von Bardeleben, Tarrasch i uns quants altres). El seu pitjor resultat d'aquest període de 20 anys fou un 6è lloc durant el Super-torneig de Viena 1882, l'única ocasió en què tots els seus rivals principals li passaren al davant.

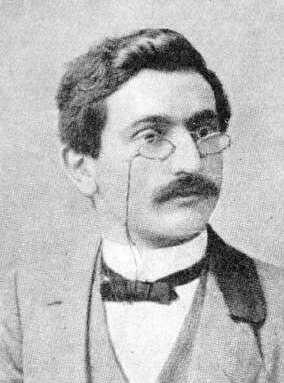
Emanuel Lasker, el successor de Steinitz com a Campió del món, dominà la segona meitat de la carrera de Blackburne com a jugador.

Des de mitjans a finals dels 1890, Blackburne va veure disminuir els seus èxits en torneigs, però en aquell moment ja estava competint contra la següent generació de jugadors, Emanuel Lasker i els seus principals rivals. Els pitjors resultats de Blackburne foren un 10è lloc al Torneig de Hastings 1895 i l'11è a Nuremberg 1896; però aquests dos torneigs incloïen Lasker i la majoria dels millors jugadors de la nova generació; i en ambdós hi acabà davant unes quantes de les estrelles emergents i davant també dels pocs jugadors que competien encara de la seva pròpia generació.
Chessmetrics conclou que les millors actuacions de Blackburne, considerant la força dels seus adversaris, foren els seus segons llocs a Frankfurt 1887 (darrere Mackenzie) i Londres 1892 (darrere Emanuel Lasker). A Londres 1892 hi finalitzà només ½ punt darrere Emanuel Lasker i 2 punts davant el tercer classificat, Mason. Emanuel Lasker pensava que Blackburne tenia més talent que Steinitz, però li faltava la força i capacitat pel treball dur necessaris per a ser campió mundial.
Els resultats de Blackburne en matxs semblen molt menys impressionants. En concret, fou derrotat dos cops per Steinitz, el 1862 (+1, -7, =2) i el 1876 (+0, -7, =0); tot i que cal considerar que el 1862 Blackburne feia amb prou feines 2 anys que jugava, i el 1876 Steinitz estava en el seu millor moment, i enmig d'una sèrie de 24 victòries continuades. Emanuel Lasker anihilà Blackburne el 1892, però Lasker també va batre Steinitz molt decisivament en el seu matx de 1894 pel campionat del món. Blackburne també fou còmodament batut el 1881 per Zukertort (+2 =5 −7), que era en gran forma a l'època; i la salut i la força de joc de Zukertort estaven declinant ràpidament quan Blackburne el guanyà el 1887 (+5 -1 =7). D'altra banda, Blackburne va guanyar el seu matx de 1881 contra Gunsberg (+7 -4 =3) i va perdre-hi el 1887 (+2, -5, =6); el matx de 1887 fou l'actuació més forta de Gunsberg, i Gunsberg de fet va perdre per un molt estret marge un matx pel títol mundial contra Steinitz el 1890 (+6=9-4).
El matx de 1876 contra Steinitz se celebrà al West-end Chess Club a Londres. La borsa era de 60£ per banda, amb tot el premi pel guanyador. Això era una suma considerable de diners en temps Victorians - 60£ de 1876 seria aproximadament equivalent a 29,000£ en els diners de 2006. Aquesta fou la primera vegada que als espectadors se'ls cobrà una quota d'entrada (mitja guinea, = 52.5P en termes decimals) per veure un matx d'escacs.

### Exhibicions i d'altres partides
|   | a | b | c | d | e | f | g | h |   |
| 8 | a8 negres torre · c8 negres alfil · d8 negres dama · e8 negres rei · f8 negres alfil · g8 negres cavall · h8 negres torre · a7 negres peó · b7 negres peó · c7 negres peó · d7 negres peó · f7 negres peó · g7 negres peó · h7 negres peó · e5 negres peó · c4 blanques alfil · d4 negres cavall · e4 blanques peó · f3 blanques cavall · a2 blanques peó · b2 blanques peó · c2 blanques peó · d2 blanques peó · f2 blanques peó · g2 blanques peó · h2 blanques peó · a1 blanques torre · b1 blanques cavall · c1 blanques alfil · d1 blanques dama · e1 blanques rei · h1 blanques torre | a8 negres torre · c8 negres alfil · d8 negres dama · e8 negres rei · f8 negres alfil · g8 negres cavall · h8 negres torre · a7 negres peó · b7 negres peó · c7 negres peó · d7 negres peó · f7 negres peó · g7 negres peó · h7 negres peó · e5 negres peó · c4 blanques alfil · d4 negres cavall · e4 blanques peó · f3 blanques cavall · a2 blanques peó · b2 blanques peó · c2 blanques peó · d2 blanques peó · f2 blanques peó · g2 blanques peó · h2 blanques peó · a1 blanques torre · b1 blanques cavall · c1 blanques alfil · d1 blanques dama · e1 blanques rei · h1 blanques torre | a8 negres torre · c8 negres alfil · d8 negres dama · e8 negres rei · f8 negres alfil · g8 negres cavall · h8 negres torre · a7 negres peó · b7 negres peó · c7 negres peó · d7 negres peó · f7 negres peó · g7 negres peó · h7 negres peó · e5 negres peó · c4 blanques alfil · d4 negres cavall · e4 blanques peó · f3 blanques cavall · a2 blanques peó · b2 blanques peó · c2 blanques peó · d2 blanques peó · f2 blanques peó · g2 blanques peó · h2 blanques peó · a1 blanques torre · b1 blanques cavall · c1 blanques alfil · d1 blanques dama · e1 blanques rei · h1 blanques torre | a8 negres torre · c8 negres alfil · d8 negres dama · e8 negres rei · f8 negres alfil · g8 negres cavall · h8 negres torre · a7 negres peó · b7 negres peó · c7 negres peó · d7 negres peó · f7 negres peó · g7 negres peó · h7 negres peó · e5 negres peó · c4 blanques alfil · d4 negres cavall · e4 blanques peó · f3 blanques cavall · a2 blanques peó · b2 blanques peó · c2 blanques peó · d2 blanques peó · f2 blanques peó · g2 blanques peó · h2 blanques peó · a1 blanques torre · b1 blanques cavall · c1 blanques alfil · d1 blanques dama · e1 blanques rei · h1 blanques torre | a8 negres torre · c8 negres alfil · d8 negres dama · e8 negres rei · f8 negres alfil · g8 negres cavall · h8 negres torre · a7 negres peó · b7 negres peó · c7 negres peó · d7 negres peó · f7 negres peó · g7 negres peó · h7 negres peó · e5 negres peó · c4 blanques alfil · d4 negres cavall · e4 blanques peó · f3 blanques cavall · a2 blanques peó · b2 blanques peó · c2 blanques peó · d2 blanques peó · f2 blanques peó · g2 blanques peó · h2 blanques peó · a1 blanques torre · b1 blanques cavall · c1 blanques alfil · d1 blanques dama · e1 blanques rei · h1 blanques torre | a8 negres torre · c8 negres alfil · d8 negres dama · e8 negres rei · f8 negres alfil · g8 negres cavall · h8 negres torre · a7 negres peó · b7 negres peó · c7 negres peó · d7 negres peó · f7 negres peó · g7 negres peó · h7 negres peó · e5 negres peó · c4 blanques alfil · d4 negres cavall · e4 blanques peó · f3 blanques cavall · a2 blanques peó · b2 blanques peó · c2 blanques peó · d2 blanques peó · f2 blanques peó · g2 blanques peó · h2 blanques peó · a1 blanques torre · b1 blanques cavall · c1 blanques alfil · d1 blanques dama · e1 blanques rei · h1 blanques torre | a8 negres torre · c8 negres alfil · d8 negres dama · e8 negres rei · f8 negres alfil · g8 negres cavall · h8 negres torre · a7 negres peó · b7 negres peó · c7 negres peó · d7 negres peó · f7 negres peó · g7 negres peó · h7 negres peó · e5 negres peó · c4 blanques alfil · d4 negres cavall · e4 blanques peó · f3 blanques cavall · a2 blanques peó · b2 blanques peó · c2 blanques peó · d2 blanques peó · f2 blanques peó · g2 blanques peó · h2 blanques peó · a1 blanques torre · b1 blanques cavall · c1 blanques alfil · d1 blanques dama · e1 blanques rei · h1 blanques torre | a8 negres torre · c8 negres alfil · d8 negres dama · e8 negres rei · f8 negres alfil · g8 negres cavall · h8 negres torre · a7 negres peó · b7 negres peó · c7 negres peó · d7 negres peó · f7 negres peó · g7 negres peó · h7 negres peó · e5 negres peó · c4 blanques alfil · d4 negres cavall · e4 blanques peó · f3 blanques cavall · a2 blanques peó · b2 blanques peó · c2 blanques peó · d2 blanques peó · f2 blanques peó · g2 blanques peó · h2 blanques peó · a1 blanques torre · b1 blanques cavall · c1 blanques alfil · d1 blanques dama · e1 blanques rei · h1 blanques torre | 8 |
| 7 | a8 negres torre · c8 negres alfil · d8 negres dama · e8 negres rei · f8 negres alfil · g8 negres cavall · h8 negres torre · a7 negres peó · b7 negres peó · c7 negres peó · d7 negres peó · f7 negres peó · g7 negres peó · h7 negres peó · e5 negres peó · c4 blanques alfil · d4 negres cavall · e4 blanques peó · f3 blanques cavall · a2 blanques peó · b2 blanques peó · c2 blanques peó · d2 blanques peó · f2 blanques peó · g2 blanques peó · h2 blanques peó · a1 blanques torre · b1 blanques cavall · c1 blanques alfil · d1 blanques dama · e1 blanques rei · h1 blanques torre | a8 negres torre · c8 negres alfil · d8 negres dama · e8 negres rei · f8 negres alfil · g8 negres cavall · h8 negres torre · a7 negres peó · b7 negres peó · c7 negres peó · d7 negres peó · f7 negres peó · g7 negres peó · h7 negres peó · e5 negres peó · c4 blanques alfil · d4 negres cavall · e4 blanques peó · f3 blanques cavall · a2 blanques peó · b2 blanques peó · c2 blanques peó · d2 blanques peó · f2 blanques peó · g2 blanques peó · h2 blanques peó · a1 blanques torre · b1 blanques cavall · c1 blanques alfil · d1 blanques dama · e1 blanques rei · h1 blanques torre | a8 negres torre · c8 negres alfil · d8 negres dama · e8 negres rei · f8 negres alfil · g8 negres cavall · h8 negres torre · a7 negres peó · b7 negres peó · c7 negres peó · d7 negres peó · f7 negres peó · g7 negres peó · h7 negres peó · e5 negres peó · c4 blanques alfil · d4 negres cavall · e4 blanques peó · f3 blanques cavall · a2 blanques peó · b2 blanques peó · c2 blanques peó · d2 blanques peó · f2 blanques peó · g2 blanques peó · h2 blanques peó · a1 blanques torre · b1 blanques cavall · c1 blanques alfil · d1 blanques dama · e1 blanques rei · h1 blanques torre | a8 negres torre · c8 negres alfil · d8 negres dama · e8 negres rei · f8 negres alfil · g8 negres cavall · h8 negres torre · a7 negres peó · b7 negres peó · c7 negres peó · d7 negres peó · f7 negres peó · g7 negres peó · h7 negres peó · e5 negres peó · c4 blanques alfil · d4 negres cavall · e4 blanques peó · f3 blanques cavall · a2 blanques peó · b2 blanques peó · c2 blanques peó · d2 blanques peó · f2 blanques peó · g2 blanques peó · h2 blanques peó · a1 blanques torre · b1 blanques cavall · c1 blanques alfil · d1 blanques dama · e1 blanques rei · h1 blanques torre | a8 negres torre · c8 negres alfil · d8 negres dama · e8 negres rei · f8 negres alfil · g8 negres cavall · h8 negres torre · a7 negres peó · b7 negres peó · c7 negres peó · d7 negres peó · f7 negres peó · g7 negres peó · h7 negres peó · e5 negres peó · c4 blanques alfil · d4 negres cavall · e4 blanques peó · f3 blanques cavall · a2 blanques peó · b2 blanques peó · c2 blanques peó · d2 blanques peó · f2 blanques peó · g2 blanques peó · h2 blanques peó · a1 blanques torre · b1 blanques cavall · c1 blanques alfil · d1 blanques dama · e1 blanques rei · h1 blanques torre | a8 negres torre · c8 negres alfil · d8 negres dama · e8 negres rei · f8 negres alfil · g8 negres cavall · h8 negres torre · a7 negres peó · b7 negres peó · c7 negres peó · d7 negres peó · f7 negres peó · g7 negres peó · h7 negres peó · e5 negres peó · c4 blanques alfil · d4 negres cavall · e4 blanques peó · f3 blanques cavall · a2 blanques peó · b2 blanques peó · c2 blanques peó · d2 blanques peó · f2 blanques peó · g2 blanques peó · h2 blanques peó · a1 blanques torre · b1 blanques cavall · c1 blanques alfil · d1 blanques dama · e1 blanques rei · h1 blanques torre | a8 negres torre · c8 negres alfil · d8 negres dama · e8 negres rei · f8 negres alfil · g8 negres cavall · h8 negres torre · a7 negres peó · b7 negres peó · c7 negres peó · d7 negres peó · f7 negres peó · g7 negres peó · h7 negres peó · e5 negres peó · c4 blanques alfil · d4 negres cavall · e4 blanques peó · f3 blanques cavall · a2 blanques peó · b2 blanques peó · c2 blanques peó · d2 blanques peó · f2 blanques peó · g2 blanques peó · h2 blanques peó · a1 blanques torre · b1 blanques cavall · c1 blanques alfil · d1 blanques dama · e1 blanques rei · h1 blanques torre | a8 negres torre · c8 negres alfil · d8 negres dama · e8 negres rei · f8 negres alfil · g8 negres cavall · h8 negres torre · a7 negres peó · b7 negres peó · c7 negres peó · d7 negres peó · f7 negres peó · g7 negres peó · h7 negres peó · e5 negres peó · c4 blanques alfil · d4 negres cavall · e4 blanques peó · f3 blanques cavall · a2 blanques peó · b2 blanques peó · c2 blanques peó · d2 blanques peó · f2 blanques peó · g2 blanques peó · h2 blanques peó · a1 blanques torre · b1 blanques cavall · c1 blanques alfil · d1 blanques dama · e1 blanques rei · h1 blanques torre | 7 |
| 6 | a8 negres torre · c8 negres alfil · d8 negres dama · e8 negres rei · f8 negres alfil · g8 negres cavall · h8 negres torre · a7 negres peó · b7 negres peó · c7 negres peó · d7 negres peó · f7 negres peó · g7 negres peó · h7 negres peó · e5 negres peó · c4 blanques alfil · d4 negres cavall · e4 blanques peó · f3 blanques cavall · a2 blanques peó · b2 blanques peó · c2 blanques peó · d2 blanques peó · f2 blanques peó · g2 blanques peó · h2 blanques peó · a1 blanques torre · b1 blanques cavall · c1 blanques alfil · d1 blanques dama · e1 blanques rei · h1 blanques torre | a8 negres torre · c8 negres alfil · d8 negres dama · e8 negres rei · f8 negres alfil · g8 negres cavall · h8 negres torre · a7 negres peó · b7 negres peó · c7 negres peó · d7 negres peó · f7 negres peó · g7 negres peó · h7 negres peó · e5 negres peó · c4 blanques alfil · d4 negres cavall · e4 blanques peó · f3 blanques cavall · a2 blanques peó · b2 blanques peó · c2 blanques peó · d2 blanques peó · f2 blanques peó · g2 blanques peó · h2 blanques peó · a1 blanques torre · b1 blanques cavall · c1 blanques alfil · d1 blanques dama · e1 blanques rei · h1 blanques torre | a8 negres torre · c8 negres alfil · d8 negres dama · e8 negres rei · f8 negres alfil · g8 negres cavall · h8 negres torre · a7 negres peó · b7 negres peó · c7 negres peó · d7 negres peó · f7 negres peó · g7 negres peó · h7 negres peó · e5 negres peó · c4 blanques alfil · d4 negres cavall · e4 blanques peó · f3 blanques cavall · a2 blanques peó · b2 blanques peó · c2 blanques peó · d2 blanques peó · f2 blanques peó · g2 blanques peó · h2 blanques peó · a1 blanques torre · b1 blanques cavall · c1 blanques alfil · d1 blanques dama · e1 blanques rei · h1 blanques torre | a8 negres torre · c8 negres alfil · d8 negres dama · e8 negres rei · f8 negres alfil · g8 negres cavall · h8 negres torre · a7 negres peó · b7 negres peó · c7 negres peó · d7 negres peó · f7 negres peó · g7 negres peó · h7 negres peó · e5 negres peó · c4 blanques alfil · d4 negres cavall · e4 blanques peó · f3 blanques cavall · a2 blanques peó · b2 blanques peó · c2 blanques peó · d2 blanques peó · f2 blanques peó · g2 blanques peó · h2 blanques peó · a1 blanques torre · b1 blanques cavall · c1 blanques alfil · d1 blanques dama · e1 blanques rei · h1 blanques torre | a8 negres torre · c8 negres alfil · d8 negres dama · e8 negres rei · f8 negres alfil · g8 negres cavall · h8 negres torre · a7 negres peó · b7 negres peó · c7 negres peó · d7 negres peó · f7 negres peó · g7 negres peó · h7 negres peó · e5 negres peó · c4 blanques alfil · d4 negres cavall · e4 blanques peó · f3 blanques cavall · a2 blanques peó · b2 blanques peó · c2 blanques peó · d2 blanques peó · f2 blanques peó · g2 blanques peó · h2 blanques peó · a1 blanques torre · b1 blanques cavall · c1 blanques alfil · d1 blanques dama · e1 blanques rei · h1 blanques torre | a8 negres torre · c8 negres alfil · d8 negres dama · e8 negres rei · f8 negres alfil · g8 negres cavall · h8 negres torre · a7 negres peó · b7 negres peó · c7 negres peó · d7 negres peó · f7 negres peó · g7 negres peó · h7 negres peó · e5 negres peó · c4 blanques alfil · d4 negres cavall · e4 blanques peó · f3 blanques cavall · a2 blanques peó · b2 blanques peó · c2 blanques peó · d2 blanques peó · f2 blanques peó · g2 blanques peó · h2 blanques peó · a1 blanques torre · b1 blanques cavall · c1 blanques alfil · d1 blanques dama · e1 blanques rei · h1 blanques torre | a8 negres torre · c8 negres alfil · d8 negres dama · e8 negres rei · f8 negres alfil · g8 negres cavall · h8 negres torre · a7 negres peó · b7 negres peó · c7 negres peó · d7 negres peó · f7 negres peó · g7 negres peó · h7 negres peó · e5 negres peó · c4 blanques alfil · d4 negres cavall · e4 blanques peó · f3 blanques cavall · a2 blanques peó · b2 blanques peó · c2 blanques peó · d2 blanques peó · f2 blanques peó · g2 blanques peó · h2 blanques peó · a1 blanques torre · b1 blanques cavall · c1 blanques alfil · d1 blanques dama · e1 blanques rei · h1 blanques torre | a8 negres torre · c8 negres alfil · d8 negres dama · e8 negres rei · f8 negres alfil · g8 negres cavall · h8 negres torre · a7 negres peó · b7 negres peó · c7 negres peó · d7 negres peó · f7 negres peó · g7 negres peó · h7 negres peó · e5 negres peó · c4 blanques alfil · d4 negres cavall · e4 blanques peó · f3 blanques cavall · a2 blanques peó · b2 blanques peó · c2 blanques peó · d2 blanques peó · f2 blanques peó · g2 blanques peó · h2 blanques peó · a1 blanques torre · b1 blanques cavall · c1 blanques alfil · d1 blanques dama · e1 blanques rei · h1 blanques torre | 6 |
| 5 | a8 negres torre · c8 negres alfil · d8 negres dama · e8 negres rei · f8 negres alfil · g8 negres cavall · h8 negres torre · a7 negres peó · b7 negres peó · c7 negres peó · d7 negres peó · f7 negres peó · g7 negres peó · h7 negres peó · e5 negres peó · c4 blanques alfil · d4 negres cavall · e4 blanques peó · f3 blanques cavall · a2 blanques peó · b2 blanques peó · c2 blanques peó · d2 blanques peó · f2 blanques peó · g2 blanques peó · h2 blanques peó · a1 blanques torre · b1 blanques cavall · c1 blanques alfil · d1 blanques dama · e1 blanques rei · h1 blanques torre | a8 negres torre · c8 negres alfil · d8 negres dama · e8 negres rei · f8 negres alfil · g8 negres cavall · h8 negres torre · a7 negres peó · b7 negres peó · c7 negres peó · d7 negres peó · f7 negres peó · g7 negres peó · h7 negres peó · e5 negres peó · c4 blanques alfil · d4 negres cavall · e4 blanques peó · f3 blanques cavall · a2 blanques peó · b2 blanques peó · c2 blanques peó · d2 blanques peó · f2 blanques peó · g2 blanques peó · h2 blanques peó · a1 blanques torre · b1 blanques cavall · c1 blanques alfil · d1 blanques dama · e1 blanques rei · h1 blanques torre | a8 negres torre · c8 negres alfil · d8 negres dama · e8 negres rei · f8 negres alfil · g8 negres cavall · h8 negres torre · a7 negres peó · b7 negres peó · c7 negres peó · d7 negres peó · f7 negres peó · g7 negres peó · h7 negres peó · e5 negres peó · c4 blanques alfil · d4 negres cavall · e4 blanques peó · f3 blanques cavall · a2 blanques peó · b2 blanques peó · c2 blanques peó · d2 blanques peó · f2 blanques peó · g2 blanques peó · h2 blanques peó · a1 blanques torre · b1 blanques cavall · c1 blanques alfil · d1 blanques dama · e1 blanques rei · h1 blanques torre | a8 negres torre · c8 negres alfil · d8 negres dama · e8 negres rei · f8 negres alfil · g8 negres cavall · h8 negres torre · a7 negres peó · b7 negres peó · c7 negres peó · d7 negres peó · f7 negres peó · g7 negres peó · h7 negres peó · e5 negres peó · c4 blanques alfil · d4 negres cavall · e4 blanques peó · f3 blanques cavall · a2 blanques peó · b2 blanques peó · c2 blanques peó · d2 blanques peó · f2 blanques peó · g2 blanques peó · h2 blanques peó · a1 blanques torre · b1 blanques cavall · c1 blanques alfil · d1 blanques dama · e1 blanques rei · h1 blanques torre | a8 negres torre · c8 negres alfil · d8 negres dama · e8 negres rei · f8 negres alfil · g8 negres cavall · h8 negres torre · a7 negres peó · b7 negres peó · c7 negres peó · d7 negres peó · f7 negres peó · g7 negres peó · h7 negres peó · e5 negres peó · c4 blanques alfil · d4 negres cavall · e4 blanques peó · f3 blanques cavall · a2 blanques peó · b2 blanques peó · c2 blanques peó · d2 blanques peó · f2 blanques peó · g2 blanques peó · h2 blanques peó · a1 blanques torre · b1 blanques cavall · c1 blanques alfil · d1 blanques dama · e1 blanques rei · h1 blanques torre | a8 negres torre · c8 negres alfil · d8 negres dama · e8 negres rei · f8 negres alfil · g8 negres cavall · h8 negres torre · a7 negres peó · b7 negres peó · c7 negres peó · d7 negres peó · f7 negres peó · g7 negres peó · h7 negres peó · e5 negres peó · c4 blanques alfil · d4 negres cavall · e4 blanques peó · f3 blanques cavall · a2 blanques peó · b2 blanques peó · c2 blanques peó · d2 blanques peó · f2 blanques peó · g2 blanques peó · h2 blanques peó · a1 blanques torre · b1 blanques cavall · c1 blanques alfil · d1 blanques dama · e1 blanques rei · h1 blanques torre | a8 negres torre · c8 negres alfil · d8 negres dama · e8 negres rei · f8 negres alfil · g8 negres cavall · h8 negres torre · a7 negres peó · b7 negres peó · c7 negres peó · d7 negres peó · f7 negres peó · g7 negres peó · h7 negres peó · e5 negres peó · c4 blanques alfil · d4 negres cavall · e4 blanques peó · f3 blanques cavall · a2 blanques peó · b2 blanques peó · c2 blanques peó · d2 blanques peó · f2 blanques peó · g2 blanques peó · h2 blanques peó · a1 blanques torre · b1 blanques cavall · c1 blanques alfil · d1 blanques dama · e1 blanques rei · h1 blanques torre | a8 negres torre · c8 negres alfil · d8 negres dama · e8 negres rei · f8 negres alfil · g8 negres cavall · h8 negres torre · a7 negres peó · b7 negres peó · c7 negres peó · d7 negres peó · f7 negres peó · g7 negres peó · h7 negres peó · e5 negres peó · c4 blanques alfil · d4 negres cavall · e4 blanques peó · f3 blanques cavall · a2 blanques peó · b2 blanques peó · c2 blanques peó · d2 blanques peó · f2 blanques peó · g2 blanques peó · h2 blanques peó · a1 blanques torre · b1 blanques cavall · c1 blanques alfil · d1 blanques dama · e1 blanques rei · h1 blanques torre | 5 |
| 4 | a8 negres torre · c8 negres alfil · d8 negres dama · e8 negres rei · f8 negres alfil · g8 negres cavall · h8 negres torre · a7 negres peó · b7 negres peó · c7 negres peó · d7 negres peó · f7 negres peó · g7 negres peó · h7 negres peó · e5 negres peó · c4 blanques alfil · d4 negres cavall · e4 blanques peó · f3 blanques cavall · a2 blanques peó · b2 blanques peó · c2 blanques peó · d2 blanques peó · f2 blanques peó · g2 blanques peó · h2 blanques peó · a1 blanques torre · b1 blanques cavall · c1 blanques alfil · d1 blanques dama · e1 blanques rei · h1 blanques torre | a8 negres torre · c8 negres alfil · d8 negres dama · e8 negres rei · f8 negres alfil · g8 negres cavall · h8 negres torre · a7 negres peó · b7 negres peó · c7 negres peó · d7 negres peó · f7 negres peó · g7 negres peó · h7 negres peó · e5 negres peó · c4 blanques alfil · d4 negres cavall · e4 blanques peó · f3 blanques cavall · a2 blanques peó · b2 blanques peó · c2 blanques peó · d2 blanques peó · f2 blanques peó · g2 blanques peó · h2 blanques peó · a1 blanques torre · b1 blanques cavall · c1 blanques alfil · d1 blanques dama · e1 blanques rei · h1 blanques torre | a8 negres torre · c8 negres alfil · d8 negres dama · e8 negres rei · f8 negres alfil · g8 negres cavall · h8 negres torre · a7 negres peó · b7 negres peó · c7 negres peó · d7 negres peó · f7 negres peó · g7 negres peó · h7 negres peó · e5 negres peó · c4 blanques alfil · d4 negres cavall · e4 blanques peó · f3 blanques cavall · a2 blanques peó · b2 blanques peó · c2 blanques peó · d2 blanques peó · f2 blanques peó · g2 blanques peó · h2 blanques peó · a1 blanques torre · b1 blanques cavall · c1 blanques alfil · d1 blanques dama · e1 blanques rei · h1 blanques torre | a8 negres torre · c8 negres alfil · d8 negres dama · e8 negres rei · f8 negres alfil · g8 negres cavall · h8 negres torre · a7 negres peó · b7 negres peó · c7 negres peó · d7 negres peó · f7 negres peó · g7 negres peó · h7 negres peó · e5 negres peó · c4 blanques alfil · d4 negres cavall · e4 blanques peó · f3 blanques cavall · a2 blanques peó · b2 blanques peó · c2 blanques peó · d2 blanques peó · f2 blanques peó · g2 blanques peó · h2 blanques peó · a1 blanques torre · b1 blanques cavall · c1 blanques alfil · d1 blanques dama · e1 blanques rei · h1 blanques torre | a8 negres torre · c8 negres alfil · d8 negres dama · e8 negres rei · f8 negres alfil · g8 negres cavall · h8 negres torre · a7 negres peó · b7 negres peó · c7 negres peó · d7 negres peó · f7 negres peó · g7 negres peó · h7 negres peó · e5 negres peó · c4 blanques alfil · d4 negres cavall · e4 blanques peó · f3 blanques cavall · a2 blanques peó · b2 blanques peó · c2 blanques peó · d2 blanques peó · f2 blanques peó · g2 blanques peó · h2 blanques peó · a1 blanques torre · b1 blanques cavall · c1 blanques alfil · d1 blanques dama · e1 blanques rei · h1 blanques torre | a8 negres torre · c8 negres alfil · d8 negres dama · e8 negres rei · f8 negres alfil · g8 negres cavall · h8 negres torre · a7 negres peó · b7 negres peó · c7 negres peó · d7 negres peó · f7 negres peó · g7 negres peó · h7 negres peó · e5 negres peó · c4 blanques alfil · d4 negres cavall · e4 blanques peó · f3 blanques cavall · a2 blanques peó · b2 blanques peó · c2 blanques peó · d2 blanques peó · f2 blanques peó · g2 blanques peó · h2 blanques peó · a1 blanques torre · b1 blanques cavall · c1 blanques alfil · d1 blanques dama · e1 blanques rei · h1 blanques torre | a8 negres torre · c8 negres alfil · d8 negres dama · e8 negres rei · f8 negres alfil · g8 negres cavall · h8 negres torre · a7 negres peó · b7 negres peó · c7 negres peó · d7 negres peó · f7 negres peó · g7 negres peó · h7 negres peó · e5 negres peó · c4 blanques alfil · d4 negres cavall · e4 blanques peó · f3 blanques cavall · a2 blanques peó · b2 blanques peó · c2 blanques peó · d2 blanques peó · f2 blanques peó · g2 blanques peó · h2 blanques peó · a1 blanques torre · b1 blanques cavall · c1 blanques alfil · d1 blanques dama · e1 blanques rei · h1 blanques torre | a8 negres torre · c8 negres alfil · d8 negres dama · e8 negres rei · f8 negres alfil · g8 negres cavall · h8 negres torre · a7 negres peó · b7 negres peó · c7 negres peó · d7 negres peó · f7 negres peó · g7 negres peó · h7 negres peó · e5 negres peó · c4 blanques alfil · d4 negres cavall · e4 blanques peó · f3 blanques cavall · a2 blanques peó · b2 blanques peó · c2 blanques peó · d2 blanques peó · f2 blanques peó · g2 blanques peó · h2 blanques peó · a1 blanques torre · b1 blanques cavall · c1 blanques alfil · d1 blanques dama · e1 blanques rei · h1 blanques torre | 4 |
| 3 | a8 negres torre · c8 negres alfil · d8 negres dama · e8 negres rei · f8 negres alfil · g8 negres cavall · h8 negres torre · a7 negres peó · b7 negres peó · c7 negres peó · d7 negres peó · f7 negres peó · g7 negres peó · h7 negres peó · e5 negres peó · c4 blanques alfil · d4 negres cavall · e4 blanques peó · f3 blanques cavall · a2 blanques peó · b2 blanques peó · c2 blanques peó · d2 blanques peó · f2 blanques peó · g2 blanques peó · h2 blanques peó · a1 blanques torre · b1 blanques cavall · c1 blanques alfil · d1 blanques dama · e1 blanques rei · h1 blanques torre | a8 negres torre · c8 negres alfil · d8 negres dama · e8 negres rei · f8 negres alfil · g8 negres cavall · h8 negres torre · a7 negres peó · b7 negres peó · c7 negres peó · d7 negres peó · f7 negres peó · g7 negres peó · h7 negres peó · e5 negres peó · c4 blanques alfil · d4 negres cavall · e4 blanques peó · f3 blanques cavall · a2 blanques peó · b2 blanques peó · c2 blanques peó · d2 blanques peó · f2 blanques peó · g2 blanques peó · h2 blanques peó · a1 blanques torre · b1 blanques cavall · c1 blanques alfil · d1 blanques dama · e1 blanques rei · h1 blanques torre | a8 negres torre · c8 negres alfil · d8 negres dama · e8 negres rei · f8 negres alfil · g8 negres cavall · h8 negres torre · a7 negres peó · b7 negres peó · c7 negres peó · d7 negres peó · f7 negres peó · g7 negres peó · h7 negres peó · e5 negres peó · c4 blanques alfil · d4 negres cavall · e4 blanques peó · f3 blanques cavall · a2 blanques peó · b2 blanques peó · c2 blanques peó · d2 blanques peó · f2 blanques peó · g2 blanques peó · h2 blanques peó · a1 blanques torre · b1 blanques cavall · c1 blanques alfil · d1 blanques dama · e1 blanques rei · h1 blanques torre | a8 negres torre · c8 negres alfil · d8 negres dama · e8 negres rei · f8 negres alfil · g8 negres cavall · h8 negres torre · a7 negres peó · b7 negres peó · c7 negres peó · d7 negres peó · f7 negres peó · g7 negres peó · h7 negres peó · e5 negres peó · c4 blanques alfil · d4 negres cavall · e4 blanques peó · f3 blanques cavall · a2 blanques peó · b2 blanques peó · c2 blanques peó · d2 blanques peó · f2 blanques peó · g2 blanques peó · h2 blanques peó · a1 blanques torre · b1 blanques cavall · c1 blanques alfil · d1 blanques dama · e1 blanques rei · h1 blanques torre | a8 negres torre · c8 negres alfil · d8 negres dama · e8 negres rei · f8 negres alfil · g8 negres cavall · h8 negres torre · a7 negres peó · b7 negres peó · c7 negres peó · d7 negres peó · f7 negres peó · g7 negres peó · h7 negres peó · e5 negres peó · c4 blanques alfil · d4 negres cavall · e4 blanques peó · f3 blanques cavall · a2 blanques peó · b2 blanques peó · c2 blanques peó · d2 blanques peó · f2 blanques peó · g2 blanques peó · h2 blanques peó · a1 blanques torre · b1 blanques cavall · c1 blanques alfil · d1 blanques dama · e1 blanques rei · h1 blanques torre | a8 negres torre · c8 negres alfil · d8 negres dama · e8 negres rei · f8 negres alfil · g8 negres cavall · h8 negres torre · a7 negres peó · b7 negres peó · c7 negres peó · d7 negres peó · f7 negres peó · g7 negres peó · h7 negres peó · e5 negres peó · c4 blanques alfil · d4 negres cavall · e4 blanques peó · f3 blanques cavall · a2 blanques peó · b2 blanques peó · c2 blanques peó · d2 blanques peó · f2 blanques peó · g2 blanques peó · h2 blanques peó · a1 blanques torre · b1 blanques cavall · c1 blanques alfil · d1 blanques dama · e1 blanques rei · h1 blanques torre | a8 negres torre · c8 negres alfil · d8 negres dama · e8 negres rei · f8 negres alfil · g8 negres cavall · h8 negres torre · a7 negres peó · b7 negres peó · c7 negres peó · d7 negres peó · f7 negres peó · g7 negres peó · h7 negres peó · e5 negres peó · c4 blanques alfil · d4 negres cavall · e4 blanques peó · f3 blanques cavall · a2 blanques peó · b2 blanques peó · c2 blanques peó · d2 blanques peó · f2 blanques peó · g2 blanques peó · h2 blanques peó · a1 blanques torre · b1 blanques cavall · c1 blanques alfil · d1 blanques dama · e1 blanques rei · h1 blanques torre | a8 negres torre · c8 negres alfil · d8 negres dama · e8 negres rei · f8 negres alfil · g8 negres cavall · h8 negres torre · a7 negres peó · b7 negres peó · c7 negres peó · d7 negres peó · f7 negres peó · g7 negres peó · h7 negres peó · e5 negres peó · c4 blanques alfil · d4 negres cavall · e4 blanques peó · f3 blanques cavall · a2 blanques peó · b2 blanques peó · c2 blanques peó · d2 blanques peó · f2 blanques peó · g2 blanques peó · h2 blanques peó · a1 blanques torre · b1 blanques cavall · c1 blanques alfil · d1 blanques dama · e1 blanques rei · h1 blanques torre | 3 |
| 2 | a8 negres torre · c8 negres alfil · d8 negres dama · e8 negres rei · f8 negres alfil · g8 negres cavall · h8 negres torre · a7 negres peó · b7 negres peó · c7 negres peó · d7 negres peó · f7 negres peó · g7 negres peó · h7 negres peó · e5 negres peó · c4 blanques alfil · d4 negres cavall · e4 blanques peó · f3 blanques cavall · a2 blanques peó · b2 blanques peó · c2 blanques peó · d2 blanques peó · f2 blanques peó · g2 blanques peó · h2 blanques peó · a1 blanques torre · b1 blanques cavall · c1 blanques alfil · d1 blanques dama · e1 blanques rei · h1 blanques torre | a8 negres torre · c8 negres alfil · d8 negres dama · e8 negres rei · f8 negres alfil · g8 negres cavall · h8 negres torre · a7 negres peó · b7 negres peó · c7 negres peó · d7 negres peó · f7 negres peó · g7 negres peó · h7 negres peó · e5 negres peó · c4 blanques alfil · d4 negres cavall · e4 blanques peó · f3 blanques cavall · a2 blanques peó · b2 blanques peó · c2 blanques peó · d2 blanques peó · f2 blanques peó · g2 blanques peó · h2 blanques peó · a1 blanques torre · b1 blanques cavall · c1 blanques alfil · d1 blanques dama · e1 blanques rei · h1 blanques torre | a8 negres torre · c8 negres alfil · d8 negres dama · e8 negres rei · f8 negres alfil · g8 negres cavall · h8 negres torre · a7 negres peó · b7 negres peó · c7 negres peó · d7 negres peó · f7 negres peó · g7 negres peó · h7 negres peó · e5 negres peó · c4 blanques alfil · d4 negres cavall · e4 blanques peó · f3 blanques cavall · a2 blanques peó · b2 blanques peó · c2 blanques peó · d2 blanques peó · f2 blanques peó · g2 blanques peó · h2 blanques peó · a1 blanques torre · b1 blanques cavall · c1 blanques alfil · d1 blanques dama · e1 blanques rei · h1 blanques torre | a8 negres torre · c8 negres alfil · d8 negres dama · e8 negres rei · f8 negres alfil · g8 negres cavall · h8 negres torre · a7 negres peó · b7 negres peó · c7 negres peó · d7 negres peó · f7 negres peó · g7 negres peó · h7 negres peó · e5 negres peó · c4 blanques alfil · d4 negres cavall · e4 blanques peó · f3 blanques cavall · a2 blanques peó · b2 blanques peó · c2 blanques peó · d2 blanques peó · f2 blanques peó · g2 blanques peó · h2 blanques peó · a1 blanques torre · b1 blanques cavall · c1 blanques alfil · d1 blanques dama · e1 blanques rei · h1 blanques torre | a8 negres torre · c8 negres alfil · d8 negres dama · e8 negres rei · f8 negres alfil · g8 negres cavall · h8 negres torre · a7 negres peó · b7 negres peó · c7 negres peó · d7 negres peó · f7 negres peó · g7 negres peó · h7 negres peó · e5 negres peó · c4 blanques alfil · d4 negres cavall · e4 blanques peó · f3 blanques cavall · a2 blanques peó · b2 blanques peó · c2 blanques peó · d2 blanques peó · f2 blanques peó · g2 blanques peó · h2 blanques peó · a1 blanques torre · b1 blanques cavall · c1 blanques alfil · d1 blanques dama · e1 blanques rei · h1 blanques torre | a8 negres torre · c8 negres alfil · d8 negres dama · e8 negres rei · f8 negres alfil · g8 negres cavall · h8 negres torre · a7 negres peó · b7 negres peó · c7 negres peó · d7 negres peó · f7 negres peó · g7 negres peó · h7 negres peó · e5 negres peó · c4 blanques alfil · d4 negres cavall · e4 blanques peó · f3 blanques cavall · a2 blanques peó · b2 blanques peó · c2 blanques peó · d2 blanques peó · f2 blanques peó · g2 blanques peó · h2 blanques peó · a1 blanques torre · b1 blanques cavall · c1 blanques alfil · d1 blanques dama · e1 blanques rei · h1 blanques torre | a8 negres torre · c8 negres alfil · d8 negres dama · e8 negres rei · f8 negres alfil · g8 negres cavall · h8 negres torre · a7 negres peó · b7 negres peó · c7 negres peó · d7 negres peó · f7 negres peó · g7 negres peó · h7 negres peó · e5 negres peó · c4 blanques alfil · d4 negres cavall · e4 blanques peó · f3 blanques cavall · a2 blanques peó · b2 blanques peó · c2 blanques peó · d2 blanques peó · f2 blanques peó · g2 blanques peó · h2 blanques peó · a1 blanques torre · b1 blanques cavall · c1 blanques alfil · d1 blanques dama · e1 blanques rei · h1 blanques torre | a8 negres torre · c8 negres alfil · d8 negres dama · e8 negres rei · f8 negres alfil · g8 negres cavall · h8 negres torre · a7 negres peó · b7 negres peó · c7 negres peó · d7 negres peó · f7 negres peó · g7 negres peó · h7 negres peó · e5 negres peó · c4 blanques alfil · d4 negres cavall · e4 blanques peó · f3 blanques cavall · a2 blanques peó · b2 blanques peó · c2 blanques peó · d2 blanques peó · f2 blanques peó · g2 blanques peó · h2 blanques peó · a1 blanques torre · b1 blanques cavall · c1 blanques alfil · d1 blanques dama · e1 blanques rei · h1 blanques torre | 2 |
| 1 | a8 negres torre · c8 negres alfil · d8 negres dama · e8 negres rei · f8 negres alfil · g8 negres cavall · h8 negres torre · a7 negres peó · b7 negres peó · c7 negres peó · d7 negres peó · f7 negres peó · g7 negres peó · h7 negres peó · e5 negres peó · c4 blanques alfil · d4 negres cavall · e4 blanques peó · f3 blanques cavall · a2 blanques peó · b2 blanques peó · c2 blanques peó · d2 blanques peó · f2 blanques peó · g2 blanques peó · h2 blanques peó · a1 blanques torre · b1 blanques cavall · c1 blanques alfil · d1 blanques dama · e1 blanques rei · h1 blanques torre | a8 negres torre · c8 negres alfil · d8 negres dama · e8 negres rei · f8 negres alfil · g8 negres cavall · h8 negres torre · a7 negres peó · b7 negres peó · c7 negres peó · d7 negres peó · f7 negres peó · g7 negres peó · h7 negres peó · e5 negres peó · c4 blanques alfil · d4 negres cavall · e4 blanques peó · f3 blanques cavall · a2 blanques peó · b2 blanques peó · c2 blanques peó · d2 blanques peó · f2 blanques peó · g2 blanques peó · h2 blanques peó · a1 blanques torre · b1 blanques cavall · c1 blanques alfil · d1 blanques dama · e1 blanques rei · h1 blanques torre | a8 negres torre · c8 negres alfil · d8 negres dama · e8 negres rei · f8 negres alfil · g8 negres cavall · h8 negres torre · a7 negres peó · b7 negres peó · c7 negres peó · d7 negres peó · f7 negres peó · g7 negres peó · h7 negres peó · e5 negres peó · c4 blanques alfil · d4 negres cavall · e4 blanques peó · f3 blanques cavall · a2 blanques peó · b2 blanques peó · c2 blanques peó · d2 blanques peó · f2 blanques peó · g2 blanques peó · h2 blanques peó · a1 blanques torre · b1 blanques cavall · c1 blanques alfil · d1 blanques dama · e1 blanques rei · h1 blanques torre | a8 negres torre · c8 negres alfil · d8 negres dama · e8 negres rei · f8 negres alfil · g8 negres cavall · h8 negres torre · a7 negres peó · b7 negres peó · c7 negres peó · d7 negres peó · f7 negres peó · g7 negres peó · h7 negres peó · e5 negres peó · c4 blanques alfil · d4 negres cavall · e4 blanques peó · f3 blanques cavall · a2 blanques peó · b2 blanques peó · c2 blanques peó · d2 blanques peó · f2 blanques peó · g2 blanques peó · h2 blanques peó · a1 blanques torre · b1 blanques cavall · c1 blanques alfil · d1 blanques dama · e1 blanques rei · h1 blanques torre | a8 negres torre · c8 negres alfil · d8 negres dama · e8 negres rei · f8 negres alfil · g8 negres cavall · h8 negres torre · a7 negres peó · b7 negres peó · c7 negres peó · d7 negres peó · f7 negres peó · g7 negres peó · h7 negres peó · e5 negres peó · c4 blanques alfil · d4 negres cavall · e4 blanques peó · f3 blanques cavall · a2 blanques peó · b2 blanques peó · c2 blanques peó · d2 blanques peó · f2 blanques peó · g2 blanques peó · h2 blanques peó · a1 blanques torre · b1 blanques cavall · c1 blanques alfil · d1 blanques dama · e1 blanques rei · h1 blanques torre | a8 negres torre · c8 negres alfil · d8 negres dama · e8 negres rei · f8 negres alfil · g8 negres cavall · h8 negres torre · a7 negres peó · b7 negres peó · c7 negres peó · d7 negres peó · f7 negres peó · g7 negres peó · h7 negres peó · e5 negres peó · c4 blanques alfil · d4 negres cavall · e4 blanques peó · f3 blanques cavall · a2 blanques peó · b2 blanques peó · c2 blanques peó · d2 blanques peó · f2 blanques peó · g2 blanques peó · h2 blanques peó · a1 blanques torre · b1 blanques cavall · c1 blanques alfil · d1 blanques dama · e1 blanques rei · h1 blanques torre | a8 negres torre · c8 negres alfil · d8 negres dama · e8 negres rei · f8 negres alfil · g8 negres cavall · h8 negres torre · a7 negres peó · b7 negres peó · c7 negres peó · d7 negres peó · f7 negres peó · g7 negres peó · h7 negres peó · e5 negres peó · c4 blanques alfil · d4 negres cavall · e4 blanques peó · f3 blanques cavall · a2 blanques peó · b2 blanques peó · c2 blanques peó · d2 blanques peó · f2 blanques peó · g2 blanques peó · h2 blanques peó · a1 blanques torre · b1 blanques cavall · c1 blanques alfil · d1 blanques dama · e1 blanques rei · h1 blanques torre | a8 negres torre · c8 negres alfil · d8 negres dama · e8 negres rei · f8 negres alfil · g8 negres cavall · h8 negres torre · a7 negres peó · b7 negres peó · c7 negres peó · d7 negres peó · f7 negres peó · g7 negres peó · h7 negres peó · e5 negres peó · c4 blanques alfil · d4 negres cavall · e4 blanques peó · f3 blanques cavall · a2 blanques peó · b2 blanques peó · c2 blanques peó · d2 blanques peó · f2 blanques peó · g2 blanques peó · h2 blanques peó · a1 blanques torre · b1 blanques cavall · c1 blanques alfil · d1 blanques dama · e1 blanques rei · h1 blanques torre | 1 |
|   | a | b | c | d | e | f | g | h |   |

Després de perdre la seva feina i descobrir que tenia una aptitud especial pels escacs a la cega, Blackburne començà a fer demostracions simultànies i a cegues pertot arreu de la Gran Bretanya, i durant la major part de la seva carrera aquestes demostracions foren la seva font d'ingressos, incloent-hi exhibicions a la cega contra fins a setze adversaris simultàniament. Fins i tot viatjà a Austràlia i Nova Zelanda el 1885 per fer-hi exhibicions.
L'Associació d'Escacs de Teesside (formada el 1883; actualment anomenada Associació d'Escacs de Cleveland) convidava jugadors de primer nivell mundial per fer exhibicions, per recaptar diners per a l'Associació. El preu de Blackburne per a dues exhibicions simultànies i un d'escacs a la cega el 1889 fou de 9 guinees (aproximadament 4.600£ en valor de 2006). Els jugadors pagaven al club 5 penics per una partida simultània o 12.5 penics per una a la cega. En les partides simltànies, Blackburne en guanyà 29, n'entaulà dues i en perdé només una; de les partides a la cega, en guanyà set i n'entaulà una, sense derrotes.
També va jugar com a primer tauler de l'equip britànic en 11 dels matxs per cable angloamericans que començaren el 1896, i en els primers sis matxs hi va obtenir un resultat de 3½-2½ contra el primer tauler estatunidenc, Harry Pillsbury.
Es calcula que Blackburne va jugar unes 100.000 partides al llarg de la seva carrera, més que qualsevol altre jugador d'escacs professional. Tanmateix encara va tenir temps de casar-se dues vegades i amb la seva segona muller, Mary Fox, hi va tenir un fill, Julius.

### El gambit Blackburne Shilling
La dubtosa obertura d'escacs gambit Blackburne Shilling (1.e4 e5 2.Cf3 Cc6 3.Ac4 Cd4?!) ha estat anomenada així perquè ell suposadament l'utilitzava per guanyar ràpidament contra aficionats, enduent-se així el xíling apostat. L'historiador d'escacs Bill Wall qüestiona aquesta història perquè no ha pogut trobar cap partida registrada de Blackburne en què jugués aquesta obertura. L'obertura és esmentada per Steinitz al seu llibre The Modern Chess Instructor (1889).

### Problemes greus amb la beguda

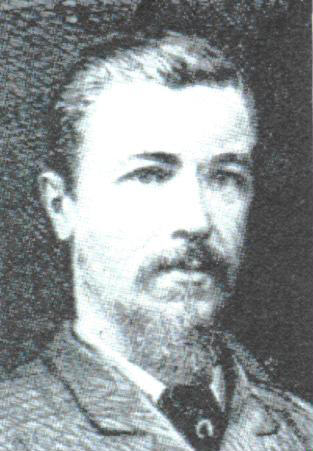
Joseph Blackburne, anomenat "the Black Death"

L'afició de Blackburne a beure whisky mentre jugava el dugué una vegada a beure del got d'un adversari. Poc després, l'adversari abandonà, i això va portar a fer la broma, "El meu adversari va deixar un got de whisky en prise i jo el vaig prendre en passant. En una entrevista amb una publicació de la indústria del licor, Blackburne hi afirmà que el whisky que bevia aclaria el seu cervell i millorava el seu rendiment.
Hi ha fins i tot una història sobre el fet que part del premi de Hastings 1895 fou pagat per endavant, i que per a Blackburne la "moneda" va ser una caixa de Scotch. Mr. Blackburne va acabar la caixa durant les primeres sis rondes del torneig, moment en què el seu nivell va caure en picat.
Durant una exhibició de simultànies a la Universitat de Cambridge, els estudiants varen pensar que seria avantatjós per ells posar dues ampolles de whisky prop del tauler. Blackburne va guanyar totes les seves partides molt de pressa, i acabà les dues ampolles de whisky abans que finalitzés l'exhibició.
Blackburne es podria tornar violent quan estava begut - el 1889 Steinitz afirmà que Blackburne l'havia atacat a Londres (1867) i uns quants anys més tard a París, i que Blackburne també havia atacat tres altres homes, un fins i tot més petit que Steinitz, que només feia cinc peus d'altura.

### Obres
El 1889 publicà Mr. Blackburne's Games at Chess, editat per P. Anderson Graham.
Durant molts anys Blackburne fou corresponsal d'escacs per The Field, el diari esportiu líder de la Gran Bretanya, i va ocupar aquest lloc fins a la seva mort.

### Darrers anys
El 1914, als 72 anys, Blackburne guanyà un premi de bellesa al gran torneig de Sant Petersburg de 1914, per a la seva victòria sobre Aron Nimzowitsch, però fracassà a classificar-se per la fase final. Aquell mateix any empatà al primer lloc al Campionat britànic amb Frederick Yates, però la mala salut li impedí de disputar l'eliminatòria per al títol. Aquest fou l'últim torneig important de Blackburne. Tanmateix el 1921 Blackburne encara estava fent exhibicions de simultànies.
El 1922 la seva muller va morir. Blackburne morí d'un atac de cor l'1 de setembre de 1924, als 82 anys. Està enterrat als Cementiri de Brockley and Ladywell a Lewisham.

## Partides notables

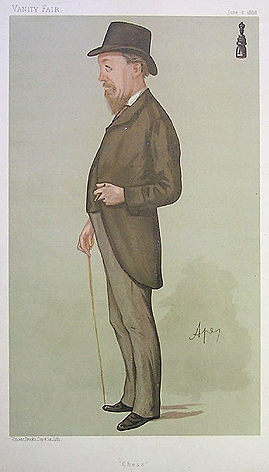
Blackburne, en una caricatura de 1888

- Joseph Henry Blackburne contra Jacques Schwarz, DSB Kongress, Berlín 1881 Wilhelm Steinitz, que no era especialment amic de Blackburne, escrigué, "El plantejament de les blanques... ens porta a considerar-lo un dels esforços més fins d'un geni dels escacs ... "[3]
- Joseph Henry Blackburne contra Samuel Lipschutz, Nova York 1889 Una sèrie de sacrificis demoleix les defenses negres.
- Emanuel Lasker contra Joseph Henry Blackburne, Londres (Anglaterra) 1899 Blackburne, de 58 anys i jugant amb negres, bat el campió mundial regnant.[3]

## Llegat
Blackburne és una icona dels escacs romàntics a causa del seu estil de joc obert i altament tàctic. La seva llarga barba negra i el seu estil agressiu li reportaren el renom de "der Schwarze Tod" ("la Pesta Negra", basant-se en la plaga del mateix nom) després de la seva actuació en el torneig de Viena de 1873. El 1881, segons un càlcul de força retrospectiu, era el segon millor jugador del món. Era especialment fort en finals, i tenia una gran habilitat combinativa que li permetia guanyar molts premis de bellesa, però serà especialment recordat per les seves exhibicions populars de partides simultànies i de partides ràpides, que tenien un ampli seguiment.
Mr. Blackburne's Games at Chess, que publicà el 1899, ha estat reimprès recentment per Moravian Chess. Conté més de 400 de les seves partides, al voltant de 20 problemes compostos per ell, i una biografia curta.

## Resultats en torneig
Fonts:
| Data | Torneig                          | Posició | Notes |
| ---- | -------------------------------- | ------- | --- |
| 1862 | Torneig Internacional de Londres | 9=      | Victòria d'Adolf Anderssen; Blackburne compartí l'últim lloc. |
| 1867 | Torneig Internacional de Dundee  | 5       | Darrere Gustav Neumann, Wilhelm Steinitz, George Alcock MacDonnell i Cecil Valentine de Vere |
| 1869 | II Campionat britànic            | 1       | Vencé en De Vere a la final. |
| 1870 | Baden-Baden                      | 3=      | Empatat amb Neumann; darrere Adolf Anderssen i Steinitz; però davant Louis Paulsen, De Vere, Szymon Winawer, Samuel Rosenthal i Johannes von Minckwitz |
| 1872 | Londres                          | 2       | Darrere Steinitz; davant Zukertort, MacDonnell i De Vere |
| 1873 | Viena                            | 1=      | Empatat amb Steinitz, que guanyà les dues partides del matx de desempat És en aquest torneig on Blackburne rebé el sobrenom de "Black Death". |
| 1876 | Londres                          | 1       | Davant Johannes Zukertort; Blackburne va puntuar 10/11; això fou només un mes després que Steinitz hagués arrasat Blackburne 7-0 en un matx. |
| 1878 | París                            | 3       | Darrere Winawer i Zukertort |
| 1880 | Berlín                           | 1=      | Empatat amb Berthold Englisch i Adolf Schwarz |
| 1881 | Berlín                           | 1       | 3 punts per davant de Zukertort (2n) |
| 1882 | Viena                            | 6       | Darrere Steinitz, Winawer, James Mason, Zukertort i George Henry Mackenzie |
| 1883 | Londres                          | 3       | Darrere Zukertort i Steinitz; davant de Mikhaïl Txigorin, Englisch, Mackenzie, Mason, Rosenthal, Winawer i Henry Bird |
| 1885 | Hamburg                          | 2=      | Amb Siegbert Tarrasch, Mason, Englisch i Max Weiss; darrere Isidor Gunsberg; davant Mackenzie i 5 altres. |
| 1887 | Frankfurt                        | 2=      | Amb Weiss; darrere Mackenzie; davant Curt von Bardeleben, Tarrasch i uns quants altres; Zukertort només va poder acabar empatat al 14è lloc. |
| 1889 | Breslau                          | 8=      | Amb Mason; darrere Tarrasch, Amos Burn, Jacques Mieses, von Bardeleben, Johann Bauer, Gunsberg, i Louis Paulsen. Davant Johann Berger, Emil Schallopp, Johannes Metger, Alexander Fritz, von Minckwitz, Semion Alapín, Max Harmonist, Emanuel Schiffers i George H. D. Gossip. |
| 1889 | Nova York                        | 4       | Darrere Txigorin, Weiss i Gunsberg; davant Burn i 15 altres. Aquest torneig era extremadament fort, ja que estava dissenyat per seleccionar un aspirant per al títol mundial d'Steinitz. |
| 1890 | Manchester                       | 2       | Darrere Tarrasch; davant Mackenzie, Bird i Mason |
| 1892 | Torneig Internacional de Belfast | 1=      | Empatat al primer lloc amb Mason |
| 1894 | Leipzig                          | 4       | Darrere Tarrasch, Paul Lipke i Richard Teichmann; davant Carl August Walbrodt, Dawid Janowski, Georg Marco, Mieses i Carl Schlechter |
| 1895 | Hastings                         | 10      | Darrere Harry Nelson Pillsbury, Txigorin, Emanuel Lasker, Tarrasch, Steinitz, Emanuel Schiffers, von Bardeleben, Teichmann i Schlechter; davant Walbrodt, Burn, Janowski, Mason, Bird, Gunsberg, Adolf Albin, Marco, William Pollock, Mieses, Samuel Tinsley i Beniamino Vergani. |
| 1896 | Nuremberg                        | 11      | Darrere Em. Lasker, Géza Maróczy, Pillsbury, Tarrasch, Janowski, Steinitz, Walbrodt, Schiffers i Txigorin; davant Rudolf Charousek, Marco, Albin, Winawer, Jackson Showalter, Moritz Porges, Schallopp i Teichmann. |
| 1897 | Berlín                           | 3       | Darrere Charousek i Walbrodt; davant Janowski, Burn, Alapin, Marco, Schlechter, Caro, Txigorin, Schiffers, Metger, Winawer, Wilhelm Cohn, Hugo Süchting, Teichmann, Englisch, Adolf Zinkl, Albin i von Bardeleben. |
| 1898 | Viena                            | 11      | Darrere Tarrasch, Pillsbury, Janowski, Steinitz, Schlechter, Txigorin, Burn, Lipke, Maroczy i Semion Alapín; davant Schiffers, Marco, Showalter, Walbrodt, Halprin, Horatio Caro, David Graham Baird i Trenchard. |
| 1899 | Londres                          | 6       | Darrere Em. Lasker, Janowski, Maroczy, Pillsbury i Schlechter; davant Txigorin, Showalter, Mason, W. Cohn, Steinitz, Lee, Bird, Tinsley i Teichmann (qui es retirà després de 4 partides a causa d'una malaltia). Blackburne, amb negres, va vèncer Lasker; aquesta fou la primera vegada que un jugador britànic derrotava un campió mundial regnant. |
| 1904 | Hastings (Campionat Britànic)    | 3       | |
| 1907 | (Campionat Britànic)             | 2=      | |
| 1910 | (Campionat Britànic)             | 2=      | |
| 1913 | (Campionat Britànic)             | 3       | |
| 1914 | Sant Petersburg                  | ---     | Blackburne no es classificà per la fase final de 5 jugadors, on hi arribaren: 1 Em. Lasker; José Raúl Capablanca; 3 Aleksandr Alekhin; 4 Tarrasch; 5 Frank James Marshall. Amb 3.5/10, Blackburne tenia el 4t-5è millor resultat dels 6 jugadors que no es classificaven per les finals - darrere Ossip Bernstein, Akiba Rubinstein, i Aron Nimzowitsch; empatat amb Janowski; i davant Gunsberg. Guanyà un premi especial de bellesa per la seva victòria sobre Nimzowitsch. |
| 1914 | (Campionat Britànic)             | 1=      | Empatat amb Frederick Yates; aquest fou l'últim torneig internacional de Blackburne; tenia 72 anys. |

## Resultats en matxs
Aquí hi ha els resultats de Blackburne en matxs:
- El resultat es llegeix: + partides guanyades, = taules, − partides perdudes

| Data    | Adversari            | Resultat | Lloc       | Resultat | Resultat | Notes 1862-3 Des.-Gen. Londres, Steinitz-Blackburne +7 =2 -1                                                                                  |
| ------- | -------------------- | -------- | ---------- | -------- | -------- | --- |
| 1862-63 | Wilhelm Steinitz     | Derrota  | Londres    | 2/10     | +1=2-7   | Només 2 anys després que Blackburne comencés a jugar als escacs.                                                                              |
| 1876    | Wilhelm Steinitz     | Derrota  | Londres    | 0/7      | +0=0-7   | |
| 1881    | Johannes Zukertort   | Derrota  | Londres    | 4½/14    | +2=5−7   | |
| 1881    | Isidor Gunsberg      | Victòria | Düsseldorf | 8½/14    | +7-4=3   | |
| 1887    | Zukertort            | Victòria | Londres    | 9½/5½    | +5-1=7   | La salut i el nivell de joc de Zukertort varen disminuir ràpidament després que perdés el matx pel Campionat del món de 1886 contra Steinitz. |
| 1887    | Gunsberg             | Derrota  | Düsseldorf | ½/5      | +0=1−4   | El 1890 Gunsberg va lluitar durament contra Steinitz pel títol mundial (Steinitz guanyà per +6=9-4).                                          |
| 1891    | Celso Golmayo Zúpide | Victòria | L'Havana   | 6/10     | +5=2−3   | |
| 1891    | Vasquez              | Victòria | L'Havana   | 5½/6     | +5=1−0   | |
| 1892    | Emanuel Lasker       | Derrota  | ??         | 2/10     | +0-6=4   | |
| 1895    | Curt von Bardeleben  | Empat    | Londres    | 4½/9     | +3=3−3   | |